# Rick Hiram
Rick Hiram (* 1965) ist ein ehemaliger nauruischer Sprinter und Australian-Football-Spieler. Bei den Leichtathletik-Weltmeisterschaften 1987 vertrat er gemeinsam mit Denise Ephraim sein Heimatland.

## Leben und Karriere
Bei den South Pacific Games 1983 im westsamoanischen Apia scheiterte Hiram im Vorlauf über 100 Meter. Am 29. August 1987 belegte Hiram bei den Weltmeisterschaften im Olympiastadion Rom im sechsten Vorlauf über 100 Meter in einer Zeit von 11,37 Sekunden den siebten und letzten Platz. Unter den 51 Teilnehmern der Vorläufe waren lediglich der Palästinenser Mohd Eid Ismail Amawi, der Monegasse Gilbert Bessi und der Malediver Ibrahim Mohamed-Waheed langsamer. 1995 gewann Hiram im australischen Darwin mit der nauruischen Nationalmannschaft im Australian Football („Nauru Frigate Birds“, deutsch Fregattvögel) die Bronzemedaille bei den Arafura Games; während des Turniers hatte er insgesamt sechs Tore erzielt. Hiram stammt aus dem Distrikt Nibok und ist seit März 1984 mit Angelina Mobit verheiratet.